# Philippe Wambergue
Philippe Wambergue (Parigi, 10 marzo 1948) è un ex pilota automobilistico francese, specializzatosi in rally raid, vanta un 2º (1996) e un 3º posto (1995) al Rally Dakar.

## Biografia
Wambergue ha partecipato in carriera a dodici gare del campionato mondiale rally dal 1983 al 1993, non riuscendo mai ottenere buoni risultati (il suo miglior piazzamento fu un 9º posto). Passato ai rally raid ha invece ottenuto, come miglior risultato alla Dakar, un 2º posto nel 1996 su Citroën ZX in coppia con il pilota nord-irlandese Fred Gallagher, oltre ad otto vittorie di tappa totali.

## Palmarès

### Rally Dakar
| Anno | Navigatore          | Mezzo               | Pos. | Tappe |
| ---- | ------------------- | ------------------- | ---- | ----- |
| 1984 | Laurent Bacholle    | Citroën Visa        | Rit. |       |
| 1989 | Alain Guehennec     | Peugeot 205         | Rit. | 1     |
| 1990 | Jean Da Silva       | Peugeot 205         | 12º  | 4     |
| 1991 | Yannick Couillet    | Mitsubishi Pajero   | Rit. |       |
| 1992 | Michel Vantouroux   | Toyota              | 10º  |       |
| 1994 | Jean-Paul Cottret   | Buggy Bourgoin      | 3º   |       |
| 1996 | Fred Gallagher      | Citroën ZX          | 2º   | 3     |
| 1997 | Jean-Paul Cottret   | Toyota Land Cruiser | Rit. |       |
| 1998 | Jean-Paul Cottret   | Toyota Land Cruiser | Rit. |       |
| 2000 | Serge de Liedekerke | Nissan Navara       | Rit. |       |
| 2001 | Philippe Rey        | Ford                | Rit. |       |

### Altri risultati
1998
- al Rally Transibérico su Nissan Patrol (co-pilota Jean-Paul Cottret)

1998
- al Rally Transibérico su Toyota Land Cruiser (co-pilota Jean-Paul Cottret)

## Risultati nel WRC
| 1975 | Scuderia | Vettura                  |  |  |  |  |  |     |  |  |  |  |  |  |  |  |  |  | Punti | Pos. |
| ---- | -------- | ------------------------ |  |  |  |  |  | --- |  |  |  |  |  |  |  |  |  |  | ----- | ---- |
| 1975 |          | Alpine-Renault A110 1800 |  |  |  |  |  | Rit |  |  |  |  |  |  |  |  |  |  |       |      |

| 1982 | Scuderia | Vettura      |     |  |  |  |  |  |  |  |  |  |  |  |  |  |  |  | Punti | Pos. |
| ---- | -------- | ------------ | --- |  |  |  |  |  |  |  |  |  |  |  |  |  |  |  | ----- | ---- |
| 1982 |          | Matra Murena | Rit |  |  |  |  |  |  |  |  |  |  |  |  |  |  |  | 0     |      |

| 1983 | Scuderia             | Vettura             |  |  |     |  |  |   |  |  |  |  |  |     |  |  |  |  | Punti | Pos. |
| ---- | -------------------- | ------------------- |  |  | --- |  |  | - |  |  |  |  |  | --- |  |  |  |  | ----- | ---- |
| 1983 | Citroën Compétitions | Citroën Visa Chrono |  |  | Rit |  |  | 9 |  |  |  |  |  | Rit |  |  |  |  | 2     | 50º  |

| 1984 | Scuderia                                                     | Vettura                             |  |  |  |    |  |  |  |  |     |     |  |     |  |  |  |  | Punti | Pos. |
| ---- | ------------------------------------------------------------ | ----------------------------------- |  |  |  | -- |  |  |  |  | --- | --- |  | --- |  |  |  |  | ----- | ---- |
| 1984 | Davies Motor Co Citroën Compétitions Mazda Rally Team Europe | Citroën Visa 1000 Pistes Mazda RX-7 |  |  |  | 18 |  |  |  |  | Rit | Rit |  | Rit |  |  |  |  | 0     |      |

| 1985 | Scuderia             | Vettura                  |     |  |  |  |  |  |  |  |  |  |  |  |  |  |  |  | Punti | Pos. |
| ---- | -------------------- | ------------------------ | --- |  |  |  |  |  |  |  |  |  |  |  |  |  |  |  | ----- | ---- |
| 1985 | Citroën Compétitions | Citroën Visa 1000 Pistes | Rit |  |  |  |  |  |  |  |  |  |  |  |  |  |  |  | 0     |      |

| 1986 | Scuderia             | Vettura        |     |     |  |  |  |     |  |  |  |  |  |  |  |  |  |  | Punti | Pos. |
| ---- | -------------------- | -------------- | --- | --- |  |  |  | --- |  |  |  |  |  |  |  |  |  |  | ----- | ---- |
| 1986 | Citroën Compétitions | Citroën BX 4TC | Rit | Rit |  |  |  | Rit |  |  |  |  |  |  |  |  |  |  | 0     |      |

| 1990 | Scuderia | Vettura            |  |  |  |  |  |  |  |  |  |  |  |     |  |  |  |  | Punti | Pos. |
| ---- | -------- | ------------------ |  |  |  |  |  |  |  |  |  |  |  | --- |  |  |  |  | ----- | ---- |
| 1990 |          | Peugeot 309 GTI 16 |  |  |  |  |  |  |  |  |  |  |  | Rit |  |  |  |  | 0     |      |

| 1993 | Scuderia | Vettura          |  |  |  |  |  |  |  |  |  |  |  |  |     |  |  |  | Punti | Pos. |
| ---- | -------- | ---------------- |  |  |  |  |  |  |  |  |  |  |  |  | --- |  |  |  | ----- | ---- |
| 1993 |          | Subaru Legacy RS |  |  |  |  |  |  |  |  |  |  |  |  | Rit |  |  |  | 0     |      |

| Legenda | 1º posto | 2º posto | 3º posto | A punti | Senza punti | Ritirato | Squalificato | NP=Non partito C=Gara cancellata | Apice=Power stage |